# ボンバルディアInnovia APM 200
Innovia APM 200は、ボンバルディア・トランスポーテーションが製造しているAutomated People Mover (APM) システムである。

## 概要
Innovia APM 200は、Innovia APM 100（以前はCX-100として知られる）の後継であり、Innovia APM 300によって継承される。
三菱重工業クリスタルムーバーの大衆性へのボンバルディアの対応として設計され、Innovia APM 100を変更して進歩したInnovia APM 200は真新しい空力設計となっており、より大きな速度およびよりきつい進路変更に対応できるように考慮されている。
ボンバルディアInnoviaは完全な複合構造を特徴としており、複数のエンドキャップ・オプションで提供される。

## 仕様
各Innovia APM 200車両は、空荷では14.4tの重量であり、乗客を伴うと21.627tの重量となる。
車両は8人の乗客が座ることができるように構成されており、もう一方で92人の乗客が1人あたり0.25m2の密集状態で立つこともできる。
もしも十分な空間がある場合には、座ったり立ったりするだけの余地に加えて、2台の車椅子を各Innovia APM 200車両に詰め込むことができる。
一つの列車に、最大4両の車両を一緒に連結することができる。
各車両には空調、室内灯、および複合外板車体に取り付けられた着色窓が含まれている。

## 実装

### 現行
- ダラス・フォートワース国際空港 スカイリンク（2005年） - 8 km、10駅、APM 64両。
- ロンドン・ヒースロー空港 ターミナル5（英語版）（2008年） - 0.67 km、3駅、APM 10両。
- フェニックス・スカイハーバー国際空港 PHXスカイ・トレイン（英語版）（2013年） - 3つのフェーズで構築される。

フェーズ1は、2013年（平成25年）4月8日に開業した、イースト・エコノミー駐車場およびターミナル4とMETROライト・レールの駅を繋ぐ路線。
フェーズ1Aは、2015年（平成27年）に開業予定である、ターミナル3までの拡張路線。
最終フェーズ、フェーズ2は、レンタル・カー・センターまでの拡張路線、および2020年（令和2年）またはそれ以降に開業予定。
完全に完成したとき、路線の延長は3.5km、5駅、およびAPM 計18両となる。